# ردولف لیندت
ردولف لیندت (انگلیسی: Rodolphe Lindt; ۱۶ ژوئیهٔ ۱۸۵۵ – ۲۰ فوریهٔ ۱۹۰۹) سازنده و مخترع اهل سوئیس بود.
او کارخانه شکلات لیندت اند اشپرونگلی را تأسیس کرد و ماشین فرآوری و فرآیندهای دیگر را اختراع کرد تا کیفیت شکلات را بهبود بخشد.